# Mevaniola
Mevaniola est un site archéologique près de Galeata, province Émilie-Romagne en Italie. 

## Histoire
Mevaniola a été compté par Pline l'Ancien dans les villes de l'Ombrie (Nat.Hist., III, 113).
Il existe peu d'informations sur l'origine de l'établissement, situé dans le voisinage du Rio Secco, dans une zone riche en eau. Il est présumé que le village ait été fondé par les Ombriens, qui, à la même période ont donné naissance à plusieurs autres endroits, comme Sarsina. Plus tard, il aurait été amplifié par les Romains : les premiers témoignages datent de la période républicaine.
Mevaniola fut abandonnée autour du IVe-Ve siècle pour des raisons inconnues.

## Archéologie
Les fouilles ont révélé que le centre se serait développé le long de la via principale qui traversait les Apennins et qui descendait la vallée du Bidente. En outre, a également été découvert un balneum (bain public), duquel diverses mosaïques et une citerne pour recueillir les eaux pluviales ont été mises au jour. La mosaïque révèle une datation qui situe la construction au Ier siècle av. J.-C. (visible avec d’autres objets au Museum civique Mons. Domenico Mambrini à Galeata). Le théâtre est construit dans un style caractéristique grecque hellénistique.

## Sources
- (it) Cet article est partiellement ou en totalité issu de l’article de Wikipédia en italien intitulé « Mevaniola » (voir la liste des auteurs).